# Ignacio Pintos
Ignacio Pintos Widman (Paysandú, 24 agosto 2004) è un calciatore uruguaiano, centrocampista del Danubio.

## Carriera
Pintos è cresciuto nel settore giovanile del Danubio, con cui ha debuttato il 16 agosto 2022 nell'incontro di Copa Uruguay perso ai rigori contro il Progreso, nel quale ha messo a segno una doppietta ma ha sbagliato il rigore decisivo. Il 16 ottobre seguente ha esordito anche in Primera División contro l'Albion.

## Statistiche

### Presenze e reti nei club
Statistiche aggiornate al 3 maggio 2024.
| Stagione        | Squadra         | Campionato      | Campionato | Campionato | Coppe nazionali | Coppe nazionali | Coppe nazionali | Coppe continentali | Coppe continentali | Coppe continentali | Altre coppe | Altre coppe | Altre coppe | Totale | Totale | Totale |
| Stagione        | Squadra         | Comp            | Pres       | Reti       | Comp            | Pres            | Reti            | Comp               | Pres               | Reti               | Comp        | Pres        | Reti        | Pres   | Reti   |        |
| --------------- | --------------- | --------------- | ---------- | ---------- | --------------- | --------------- | --------------- | ------------------ | ------------------ | ------------------ | ----------- | ----------- | ----------- | ------ | ------ | ------ |
| 2022            | Danubio         | PD              | 1          | 0          | CU              | 1               | 2               |                    | -                  | -                  |             | -           | -           | 2      | 2      |        |
| 2023            | Danubio         | PD              | 3          | 0          | CU              | 2               | 1               |                    | -                  | -                  |             | -           | -           | 5      | 1      |        |
| 2024            | Danubio         | PD              | 9          | 0          | CU              | 0               | 0               | CS                 | 4                  | 0                  |             | -           | -           | 13     | 0      |        |
| Totale carriera | Totale carriera | Totale carriera | 13         | 0          |                 | 3               | 3               |                    | 4                  | 0                  |             | -           | -           | 20     | 3      |        |